# Andreas Franke
Andreas Franke (* 13. März 1965 in Merseburg) ist ein ehemaliger deutscher Volleyballspieler.
Andreas Franke spielte seit 1978 Volleyball beim SC Dynamo Berlin. Hier wurde er 1982, 1983 und 1990 DDR-Pokalsieger sowie 1990 auch DDR-Meister. Nach der Wende spielte der Zuspieler im Erfolgsteam des Bundesligisten Moerser SC an der Seite von Georg Grozer und wurde 1992 Deutscher Meister sowie 1991 und 1993 Deutscher Pokalsieger.
In den Ranglisten des deutschen Volleyballs belegte Andreas Franke 1991 und 1992 Spitzenplätze in der Kategorie „Zuspiel“. Er spielte 100 mal in der DDR-Nationalmannschaft und 50 mal in der deutschen Nationalmannschaft.
Andreas Frankes Sohn Fabian Franke ist Basketballspieler.